# 玉恒
玉恒（ぎょくこう）は、五胡十六国時代、成漢の君主李期の治世で使用された元号。
335年5月 - 338年3月。
玉恒と玉衡の音が近いため、2つは同一の年号とする説もある。

## 西暦・干支との対照表
| 玉恒 | 元年  | 2年   | 3年   | 4年   |
| 西暦 | 335年 | 336年 | 337年 | 338年 |
| 干支 | 乙未  | 丙申  | 丁酉  | 戊戌  |